# 박지선 (1979년)
박지선(1979년 1월 28일 ~ )은 대한민국의 범죄심리학자이다. 영국 유학 후 경찰대학에서 교수 생활을 하다가, 숙명여자대학교 사회심리학과 교수로 이직하였다.

## 생애
본래 영어교육과에 입학했으나 심리학을 복수전공하였다. 경찰대학 행정학과 교수였다가 2015년에 숙명여자대학교로 옮겨 사회심리학과 교수로 재직 중이다.

## 학력
- 서울대학교 영어교육학과, 심리학과 (졸업)
- 서울대학교 대학원 사회심리학과 (졸업)
- 리버플대학교 대학원 수사심리학과 (졸업)
- 뉴욕 시립 대학교 대학원 심리학과 (졸업)

## 방송
- tvN 유 퀴즈 온 더 블럭 2020년 4월 29일
- MBC 라디오스타 2021년 12월 22일
- SBS 집사부일체 2022년 2월 27일, 3월 13일
- tvN 알쓸범잡2 2022년 2월 27일
- MBC 안싸우면 다행이야 2022년 3월 21일, 3월 28일
- MBN 돌싱글즈 외전-가족의 탄생 2022년 3월 21일
- JTBC 방구석1열 2022년 4월 1일
- tvN 알아두면 쓸데있는 범죄 잡학사전 2022년 4월 4일 ~ 7월 4일
- 유튜브 그것이 알고 싶다 2022년 4월 6일
- SBS 지선 씨네마인드 2022년 9월 30일
- JTBC 세계다크투어 2022년 10월 12일
- KBS2 옥탑방의 문제아들 2023년 6월 7일